# Sidlaghatta
Sidlaghatta é um cidade no distrito de Kolar, no estado indiano de Karnataka.

## Geografia
Sidlaghatta está localizada a 13° 23′ N, 77° 52′ L. Tem uma altitude média de 878 metros (2880 pés).

## Demografia
Segundo o censo de 2001, Sidlaghatta tinha uma população de 41 105 habitantes. Os indivíduos do sexo masculino constituem 52% da população e os do sexo feminino 48%. Sidlaghatta tem uma taxa de literacia de 62%, superior à média nacional de 59,5%: a literacia no sexo masculino é de 67% e no sexo feminino é de 56%. Em Sidlaghatta, 14% da população está abaixo dos 6 anos de idade.